# Lorraine (Name)
Lorraine ist ein weiblicher Vorname und Familienname.

## Herkunft und Bedeutung
Lorraine ist französisch und kann mit Lothringen übersetzt werden.

## Namensträger

### Vorname
- Lorraine Baumann (* 1993), französische Badmintonspielerin
- Lorraine Bracco (* 1954), US-amerikanische Schauspielerin
- Lorraine Burroughs (* 1981), britische Schauspielerin
- Lorraine Cole (* 1967), englische Badmintonspielerin
- Lorraine Copeland (1921–2013), britische Prähistorische Archäologin
- Lorraine Cortés-Vázquez (* 1950), US-amerikanische Politikerin
- Lorraine Crapp (* 1938), australische Schwimmerin
- Lorraine Daston (* 1951), US-amerikanische Wissenschaftshistorikerin
- Lorraine Desmarais (* 1956), kanadische Jazz-Pianistin, Komponistin und Hochschullehrerin
- Lorraine Feather (* 1948), US-amerikanische Jazzsängerin und Songwriterin
- Lorraine Fenton (* 1973), jamaikanische Leichtathletin
- Lorraine Fouchet (* 1956), französische Schriftstellerin
- Lorraine Gary (* 1937), US-amerikanische Schauspielerin
- Lorraine Geller (1928–1958), US-amerikanische Jazzpianistin
- Lorraine Gordon (1922–2018), US-amerikanische Jazzclubbesitzerin und politische Aktivistin
- Lorraine Hansberry (1930–1965), amerikanische Dramaturgin
- Lorraine Huber (* 1980), österreichische Freeride-Sportlerin
- Lorraine Hunt (* 1939), US-amerikanische Politikerin
- Lorraine Hunt Lieberson (1954–2006), US-amerikanische Sängerin (Mezzosopran)
- Lorraine Jossob (* 1993), namibische Fußballnationalspielerin
- Lorraine Moller (* 1955), neuseeländische Leichtathletin
- Lorraine Nicholson (* 1990), US-amerikanische Schauspielerin
- Lorraine Pilkington (* 1974), irische Schauspielerin
- Lorraine Senna (* 1950), US-amerikanische Filmregisseurin
- Lorraine Shaw (* 1968), englische Hammerwerferin
- Lorraine Sisco (* 1978), Regisseurin und Produzentin von Erotikfilmen
- Lorraine Toussaint (* 1960), US-amerikanische Schauspielerin
- Lorraine K. Tyler (* 1945), britische Neuropsychologin und Kognitionswissenschaftlerin
- Lorraine Ugen (* 1991), britische Weitspringerin

### Kunstfigur
- Lorraine Baines McFly, Charakter in dem Film Zurück in die Zukunft

Lorraine 1473

Lorraine-Aumale

Lorraine-Guise

Lorraine-Mayenne

Lorraine-Mercœur

Lorraine-Vaudémont

### Adelsname
- Camille de Lorraine (1666–1715), französischer Adliger und Militär aus dem Haus Guise
- Charles de Lorraine (1684–1751) (1684–1751), Großstallmeister von Frankreich
- Charles I. de Lorraine, duc d’Elbeuf (1556–1605), französischer Adliger und Militär
- Charles II. de Lorraine, duc d’Elbeuf (1596–1657), kaiserlicher Feldmarschall, französischer Lieutenant-général und Pair
- Charles III. de Lorraine, duc d’Elbeuf (1620–1692), französischer Lieutenant-général und Pair
- Charles Louis de Lorraine (1696–1755), französischer Adliger und Militär
- Claude de Lorraine, duc de Chevreuse (1578–1657), Prince de Joinville, Duc de Chevreuse, Pair de France
- Emmanuel Maurice de Lorraine, neapolitanischer General, Pair von Frankreich
- François Marie de Lorraine (1624–1694), französischer Militär
- Henri de Lorraine, comte d’Harcourt (1601–1666), Aristokrat und Militärbefehlshaber in Frankreich
- Henri de Lorraine, duc d’Elbeuf (1661–1748), französischer Aristokrat und Militär
- Jean de Lorraine (1498–1550), Kardinal
- Karl Eugen von Lorraine-Lambesc (1751–1825), Herzog von Elbeuf, kaiserlicher General der Kavallerie
- Louis Camille de Lorraine (1725–1782), französischer Adliger, Gouverneur der Provence
- Louis de Lorraine (Bischof) (1500–1528), Bischof von Verdun
- Louis de Lorraine, duc de Joyeuse (Louis de Lorraine-Guise; 1622–1654), Herzog von Joyeuse und Fürst von Joinville
- Louis de Lorraine (1641–1718) (1641–1718), Graf von Armagnac, Charny und Brionne, Großstallmeister von Frankreich
- Louis I. de Lorraine-Guise (1527–1578), Kardinal und Erzbischof von Sens, von Albi und von Troyes
- Louis II. de Lorraine-Guise (1555–1588), Kardinal und Erzbischof von Reims
- Louis III. de Lorraine-Guise (1575–1621), Kardinal und Erzbischof von Reims
- Louis Joseph de Lorraine, duc de Guise (1650–1671), Herzog von Guise
- Louis Charles de Lorraine (1725–1761), Großstallmeister von Frankreich
- Marguerite de Lorraine (1463–1521), Selige der römisch-katholischen Kirche
- Philippe de Lorraine (1643–1702), französischer Adliger und Militär
- Rene II. (1451–1508), duc de Lorraine
- René de Lorraine-Guise (1536–1566), französischer Adliger und Militär

de Lorraine-Aumale (duc d’Aumale)
- Charles de Lorraine, duc d’Aumale (1556–1631), französischer Adliger, Gouverneur von Picardie und Paris
- Claude de Lorraine, duc d’Aumale (1526–1573), Colonel général der französischen Kavallerie
- Henri d’Orléans, duc d’Aumale (1822–1897), französischer General, Historiker und Kunstsammler

de Lorraine-Guise (duc de Guise)
- Charles de Lorraine-Guise (1524–1574), französischer Kardinal
- Charles de Lorraine, duc de Guise (1571–1640), vierter Herzog von Guise
- Claude de Lorraine, duc de Guise (1496–1550), erster Herzog von Guise
- François de Lorraine, duc de Guise (1519–1563), zweiter Herzog von Guise, französischer Feldherr und Staatsmann
- Henri I. de Lorraine, duc de Guise (genannt Le Balafré; 1550–1588), Herzog von Guise
- Henri II. de Lorraine, duc de Guise (1614–1664), französischer Kammerherr und Geistlicher, Erzbischof von Reims
- Louis I. de Lorraine-Guise (1527–1578), Kardinal und Erzbischof von Sens, von Albi und von Troyes
- Louis II. de Lorraine-Guise (1555–1588), Kardinal und Erzbischof von Reims
- Louis III. de Lorraine-Guise (1575–1621), Kardinal und Erzbischof von Reims
- Louis Joseph de Lorraine, duc de Guise (1650–1671), Herzog von Guise
- Louise Marguerite de Lorraine, princesse de Conti (1588–1631), Tochter von Henri I. de Lorraine, duc de Guise

de Lorraine-Mayenne (duc de Mayenne)
- Charles II. de Lorraine, duc de Mayenne (1554–1611), Kammerherr und Gouverneur von Burgund

de Lorraine-Mercœur (duc de Mercœur)
- Françoise de Lorraine-Mercœur (1592–1669), Herzogin von Mercœur und Penthièvre
- Nicolas de Lorraine, duc de Mercœur (1524–1577), Bischof bis 1548, dann Graf von Vaudémont
- Philippe-Emmanuel de Lorraine (1558–1602), französischer Heerführer der Hugenottenkriege

de Lorraine-Vaudémont
- Charles de Lorraine de Vaudémont (1561–1587), Bischof von Verdun und Kardinal
- Charles Henri de Lorraine-Vaudémont (1649–1723), französischer Adeliger und Heerführer
- Charles Thomas de Lorraine-Vaudémont (1670–1704), Prinz von Vaudémont und Feldmarschall in der österreichischen kaiserlichen Armee
- Éric de Lorraine-Vaudémont (1576–1623), römisch-katholischer Bischof
- Henri de Lorraine-Vaudémont (1430–1505), Bischof von Metz und von Thérouanne
- Joseph Maria von Lothringen-Vaudémont (1759–1812), Feldzeugmeister der österreichischen Armee
- Louise de Lorraine-Vaudémont (1553–1601), Königin von Frankreich (1575–1589)
- Nicolas de Lorraine (1524–1577) comte Vaudémont, duc de Mercœur

## Bürgerlicher Nachname
- Louise Lorraine (1904–1981), US-amerikanische Schauspielerin